# Міллі Карлуччі
Міллі Карлуччі ((італ. Milly Carlucci), справжнє ім'я Каміла Патриція Карлуччі (італ. Camilla Patrizia Carlucci); 1 жовтня 1954, Сульмона, Л'Аквіла, Італія) — італійська телеведуча й акторка.
З 1980-х років Карлуччі відома італійській телевізійній публіці як шоуменка та ведуча численних телевізійних програм для телемереж RAI та Mediaset. Окрім цього у 1980-х роках Карлуччі поєднала свою кар'єру телеведучої з професіями акторки та співачки. Протягом 1990-х і 2000-х років популярність Карлуччі ще більше збільшилася завдяки проведенню таких успішних програм на телеканалі Rai 1, як «Scommettiamo che...?», «Фестиваль Санремо», «Luna Park», «Pavarotti & Friends» і «Ballando con le stelle» (найдовготриваліша передача телемережі RAI, виходить в ефір з 2005 року на Rai 1).

## Біографія

### Ранні роки
Камілла народилася в Сульмоні (провінція Л'Аквіла) в сім'ї генерала італійської армії Луїджі Карлуччі та Марії Караччоло. Дитинство провела в Удіне, а в юності переїхала до Риму.
Будучи ученицею Державного ліцею-гімназії імені Теренцо Мам'яні у Римі, Камілла захопилася фігурним катанням на роликах і разом із командою «Skating Folgore Roma» виграла абсолютну першість Італії у цій дисципліні.
У 1972 році виграла конкурс краси «Міс-Тінейджер», але батьки були не в захваті від артистичних нахилів Камілли, змусивши її поступити на архітектурний факультет Римського університету. Відчуваючи байдужість до архітектури, Камілла кинула навчання, переконавши батьків у своїх прагненнях стати артисткою. Свою артистичну кар'єру вона почала на телеканалі GBR, де виступила у ролі ведучої разом з такими молодими артистами-дебютантами, як Мімма Ночеллі, Стефанія Мекк'я та Вівіана Антоніні, що пізніше віступали на каналах RAI або Mediaset.

### Перші успіхи та відомість на Rai
Справжній дебют на телебаченні, який зробив Карлуччі відомою на всю Італію, відбувся у 1976 році на передачі Ренцо Арборе «L'altra domenica», в якій вона брала участь як кореспондентка до 1978 року. Після цього Карлуччі стали пропонувати брати участь й в інших програмах. Протягом своєї кар'єри Камілла виступала під ім'ям «Міллі».
Наприкінці 1970-х років Міллі заручилася з чемпіоном з плавання Марчелло Гвардуччі. Популярність до неї прийшла, коли вона замінила Розанну Водетті як ведуча програми «Giochi senza frontiere», яка завжди транслюється на каналі Rai 2. Це телешоу затвердила за Карлуччі амплуа телеведучої, загалом вона представляла його чотири випуски; перший у 1978 році з Етторе Анденною і три інших з 1979 по 1981 роки з актором озвучування Мікеле Джамміно. У 1980 році Карлуччі була ведучою першого випуску телешоу-вар'єте «Crazy Bus», спільно з Альфредо Папою та гуртом «Gatti di Vicolo Miracoli», передача транслювалася завжди у другій половині дня на каналі Rai 2. У другому випуску її замінила Даніела Годжі.
1981 року Карлуччі стала ведучою нової суботньої денної програми-вікторини «Il sistemone». Гра передачі оберталася навколо змагань двох учасників студії з питаннями про історію футболу. Потім її замінила Карла Урбан. У 1982 році Карлуччі спільно з Джанні Міною стала вести телепрограму «Blitz», що транслюється щонеділі вдень на каналі Rai 2. Наступного року у тій же телемережі вона стала ведучою фестивалю «Azzurro».

### Перехід в телемережуFininvest
У 1983 році Карлуччі тимчасово покинула RAI заради праці в телемережі «Fininvest», де вона зіграла роль примадонни у телевар'єте «Risatissima», у якому вона виступала з низкою коміків, таких як Ліно Банфі, Рік і Джан й багато інших. Того ж року вона була співорганізатором конкурсу краси «Міс Італія», а у 1985 році разом з Вітторіо Сальветті та своєю сестрою Габріеллою вдруге стала ведучою музичного фестивалю «Azzurro».
Після короткого повернення на Rai у 1987 році Карлуччі знову підписала контракт з телемережею «Fininvest», де наступного року дебютувала з шоу-вар'єте «Ewiva», яке призупинили після кількох епізодів через низькі рейтинги. Також для комерційного телебачення вона представляла сезон 1988 року вар'єте «Vota la voce», фестивалю «Azzurro» 1989 року, і літнє шоу «Bellezze al bagno», натхнене колишньою програмою Карлуччі «Giochi senza frontiere», у якому вона також співала під час заставки передачі. У період з 1986 по 1999 роки Карлуччі також була ведучою кількох випусків «Міжнародного Гран-прі-шоу».

### 1990-ті роки: повернення та затвердження на Rai
У 1990 році Карлуччі повернулася на Rai, ставши одним з найвідоміших корпоративних осіб. З 1991 по 1996 роки вона разом із Фабріціо Фрідзі успішно провела шість сезонів телепередачі «Scommettiamo che…?». Сценічна майстерність, а також володіння англійською мовою дозволили їй виконувати роль господині різних програм Rai 1. У лютому 1992 року вона приєдналася до Піппо Баудо у проведенні 42-го фестивалю італійської пісні в Санремо. Після досвіду проведення разом з Майком Бонджорно Міжнародного телевізійного Гран-прі 1986 року, Карлуччі повернулася на Canale 5 представляючи церемонію нагородження телепремією «Телегатто» 1993 року разом ведучим з Коррадо, а з 1997 по 1999 роки вона вела передачу разом з Піппо Баудо.
З 1994 до 1997 року Карлуччі почергово разом з іншими ведучими RAI вела телевікторину «Луна-парк», в якій вона була ведучою епізоду «Вівторок». 12 вересня 1995 року Карлуччі була ведучою музичного бенефісу Лучано Паваротті «Pavarotti & Friends», потім вона до 2003 року представляла ще сім виступів цього заходу. У ці роки Карлуччі проводила різні заходи для Rai 1, у тому числі: «Mezzanotte, angeli in piazza» (1995—1998), «La festa della mamma» (1996—2001), «Давид ді Донателло» (1997—1998), «Premio Ischia internazionale di giornalismo» (1991—2008), а також численні вечори, присвячені музиці, кіно та моді.

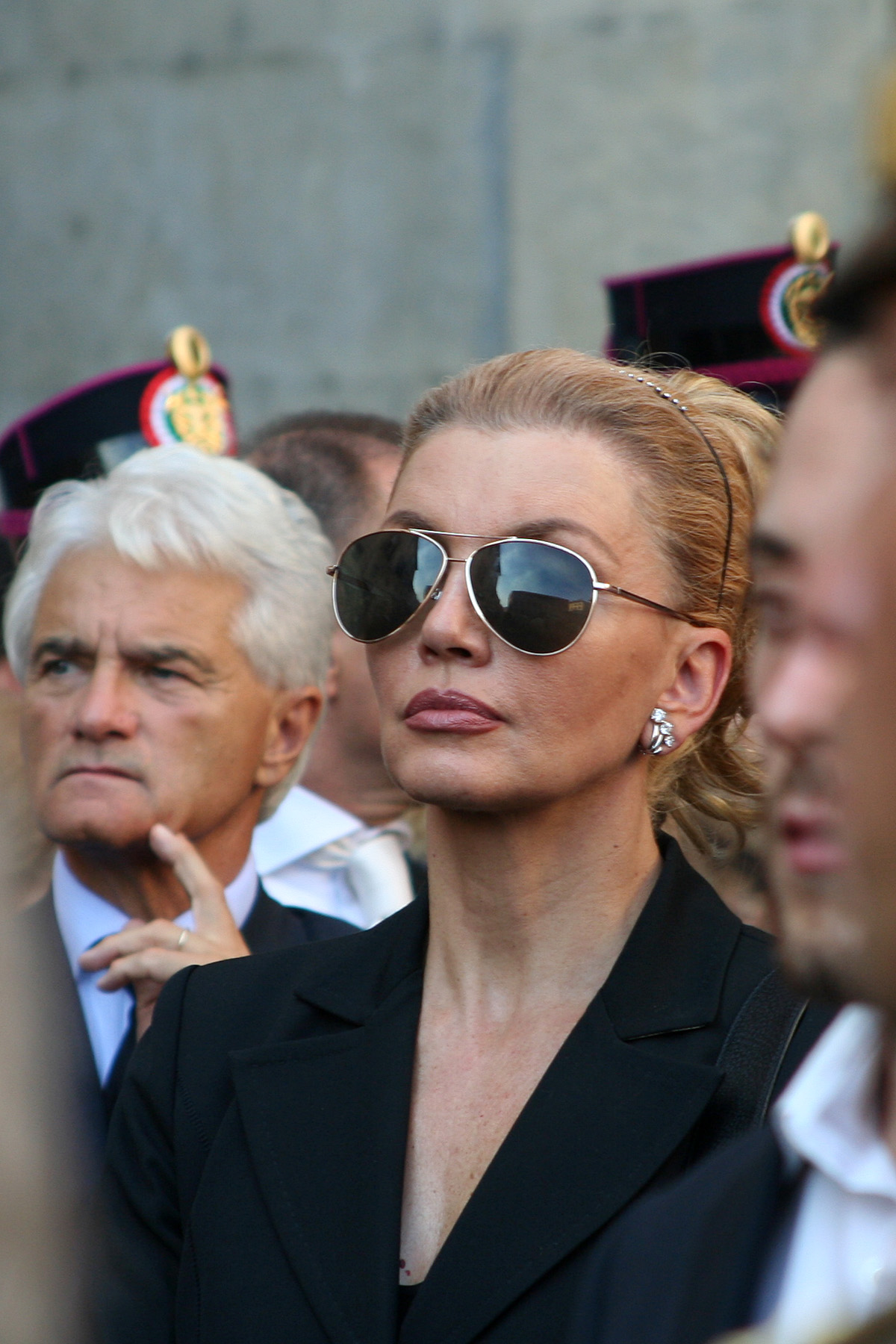
Карлуччі на похоронах Лучано Паваротті (2007)

У 1997 році Карлуччі повернулася у суботній вечірній ефір разом з Енріко Монтезано у злощасному телешоу «Fantastico Enrico», залишившись ведучою програми навіть після відмови участі у ньому Монтезано, якого замінив Джанкарло Маджаллі. З 1998 по 2000 роки вона була ведучою фіналу пісенного фестивалю «Zecchino d'Oro» у прайм-тайм.

### 2000-ті роки: успіх «Танців з зірками»
Протягом 2000-х років Карлуччі продовжувала вести різні програми та вечори-заходи для Rai 1, у тому числі: три церемонії Премії «Бароко» (з 2000 по 2003 роки), дев'ять телевізійних благодійних марафонів «Telethon» (з 2001 по 2009 роки), чотири церемонії Премії «Regia Televisiva» (2001, 2002, 2006, 2008) та дві футбольні трансляції «Regia Televisiva» (2004, 2010). Після рейтингово-невдалих телепередач «La casa dei sogni», «Dove ti porta il cuore» і «Una giornata particolare», починаючи з 2005 року Карлуччі досягла великого успіху завдяки проведенню телешоу талантів «Танці з зірками», які вона вела до 2020 року, протягом двох сезонів програма була об'єднана з розіграшем італійської лотереї. Протягом трансляції телешоу Міллі також отримала посаду автора та керівника проекту, який став одним з найтриваліших програм, що транслювалися на Rai 1.
Після зимових Олімпійських ігор 2006 року в Турині, факелоносцем яких Карлуччі була обрана, вона вела шоу талантів «Ночі на льоду», програму, яка з'явилася у 2007 році й транслювалася протягом весняних суботніх вечорів. 11 жовтня 2008 року Міллі вдень та вночі читала деякі уривки з Біблії протягом тривалого телемарафону. З 12 по 15 вересня 2009 року Карлуччі стала першою жінкою, що стала ведучою конкурсу краси «Міс Італія», співведучою якого вона була у 1983 році, у 2010 році її затвердили керівником цього заходу.

### 2010-ті роки
На хвилі успіху «Танців з зірками» та «Ночей на льоду» на початку 2010-років Карлуччі вела нові телешоу талантів, які, однак, не мали такого ж успіху у публіки: «24mila voci», «Ballando con te» і «Altrimenti ci arrabbiamo». Після кількох років перерви з моменту останнього випуску, взимку 2015 року Міллі вийшла в ефір з новим сезоном теле-шоу «Notti sul ice». У 2016 році вона стала автором документального фільму «Джорджо Альбертацці — Життя, смерть й дива», що транслюється на каналі Rai 5.
12 жовтня 2016 року Карлуччі представляла пряму трансляцію футбольного «Матчу світу» з Олімпійського стадіону в Римі на Rai 1. З 2016 по 2019 рік вона щорічно 7 грудня разом із Антоніо Ді Беллою вела пряму трансляцію Rai 1 «Прем'єр» із театру «Ла Скала» в Мілані. Паралельно з теле-шоу «Ballando con le stelle», з 2017 по 2019 роки вона вела спін-оф, присвячений пошуку танцювальних талантів серед простих людей, під назвою «Ballando on the Road», що транслювався днем на Rai 1 за кілька тижнів до трансляції самого телешоу. У червні 2019 року Карлуччі на каналі Rai 5 вела документальну програму «Il sogno del podio» присвячену молодим талановитим європейським диригентам.

### 2020-ті роки
У січні 2020 року Карлуччі представляла шоу талантів «Співак у масці» на Rai 1, була запланована й трансляція другого сезону цього проекту на 2021 рік. 7 грудня 2020 Міллі представляла у телемережі «Євробаченні» разом з Бруно Веспою концерт «A riveder le stelle», який замінив традиційну «Прем'єру» театру «Ла Скала» в Мілані через пандемію COVID-19. 26 липня 2021 року Міллі організувала захід «Dal Circo Massimo, Andrea Bocelli!» на Rai 3, перший концерт «Саміту продовольчих систем» ООН у Римі.

## Інші заняття

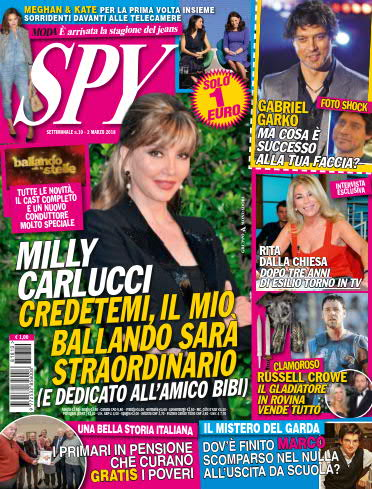
Карлуччі на обкладинці журналу «Spy»

### Співачка
Маючи гарний голос, хоча й не сильний, у 1979 році Міллі підписала контракт з лейблом «Lupus» і почала свою співочу діяльність паралельно з телевізійною, записавши LP-платівки у 45 обертів для «Lupus» і лейблу «Fonit Cetra».
Потім Карлуччі перейшла на лейбл «Five Record» і 1984 року записала альбом «Milly Carlucci», у якому вона інтерпретувала деякі відомі пісні, такі як «Personality», «I want to love you like this», «Magic Moments», «Sentimental Journey» та «It's Now or Never» (англійська версія «O sole mio», виконана Елвісом Преслі), перероблені у стилі італо-диско.
Потім у 1989 року Міллі записала диско-версію хіта гурту «Los Marcellos Ferial», «Quando calienta el sol», заключну тему «Bellezze al bagno», а 1991 року вона записала кавер хіта Рода Стюарта «Da Ya Think I'm Sexy».
Потім Міллі перейшла на лейбл «Dischi Ricordi», для якого артистка записала «E la morale è», свій другий альбом, що вийшов 1993 року, у ньому вона дуетом з Фаусто Леалі виконала пісню «Che hai che sia».

### Акторка
Через роки Карлуччі поєднала свою кар'єру телеведучої та співачки з професією акторки, знімаючись у комедіях та фікшенах із помірним успіхом. Її дебют у кіно відбувся у 1980 році, коли вона разом з Адріано Челентано знялася у фільмі Кастеллано і Піполо «Приборкання норовистого». Пізніше Міллі знімалася разом з Ліно Банфі та Паоло Вілладжо у фільмах «Не розлий вода» (1983) та «Завтра я виходжу заміж» (1984). У 1986 році Міллі знялася разом із Джанні Моранді у драмі телекомпанії RAI «Воля до перемоги» режисера Вітторіо Сіндоні. Іншими фільмами за участю Карлуччі також стали: «В очах Папи» Ренцо Арборе, «До побачення і дякую» Джорджо Капітані 1987 року та спільний італійсько-бельгійсько-іспанський фільм «Найкращі часи» режисера Джорді Грау 1994 року.
Карлуччі також виступала на театральній сцені, граючи у 1987 році у комедії «Сцилла не повинна знати», поставлену Бруно Колеллою.

## Особисте життя
У Міллі Карлуччі є дві сестри: телеведуча, колишній депутат парламенту Італії та колишній мер — Габріелла; а також телеведуча та режисер — Анна.
Міллі у шлюбі з 1985 року з інженером Анджело Донаті, у пари двоє дітей: Анжеліка (1986) та Патрік (1991).

## Телепрограми

### Ведуча
- Pianeta Acqua (GBR, 1976)
- L'altra domenica (Rete 2, 1976—1979)
- Giochi senza frontiere (Rete 2, 1978—1981)
- TeleMattina (Antennatre, 1979—1980)
- Stasera musica (Rete 3, 1980)
- DiscoStadio (Rete 2, 1980)
- Anteprima di Crazy Bus (Rete 2, 1980—1981)
- Crazy Bus (Rete 2, 1980—1981)
- Incontri (Rete 2, 1981)
- Il sistemone (Rete 2, 1981—1982)
- Blitz (Rete 2, 1981—1982)
- Azzurro (Rai 2, 1983; Italia 1, 1985, 1989)
- Dance 3 (Rai 3, 1983)
- Miss Italia (Canale 5, 1983; Rai 1, 2009—2010)
- Il sesso forte (Rai 2, 1983)
- Risatissima (Canale 5, 1984)
- Capodanno a BussolaDomani (Rai 2, 1984)
- SuperAzzurro (Canale 5, 1985)
- Arrivederci Italia (Rai 1, 1985)
- Arena d'oro — Gala di fine estate (Canale 5, 1986)
- Gran Premio Internazionale dello Spettacolo (Canale 5, 1986, 1993, 1997—1999)
- Ciak d'oro (Canale 5, 1986—1987)
- Holiday on Ice (Canale 5, 1986, 1988)
- Effetto Nuvolari (Rai 1, 1987)
- Mostra Internazionale di Musica Leggera, Cinema, e Teatro (Rai 1, 1987)
- Vota la voce (Canale 5, 1987—1988)
- Ewiva (Canale 5, 1988)
- Walt Disney Show (Canale 5, 1988)
- Pattinaggio — World Professional Figure Skating (Canale 5, 1988)
- Moira più il Circo di Mosca (Canale 5, 1989)
- Carnevale sul ghiaccio (Canale 5, 1989)
- Bellezze al bagno (Canale 5, 1989)
- Biglietto d'invito (Rai 1, 1990)
- Momenti di gloria (Rai 1, 1991)
- Microfono d'argento (Rai 1, 1991)
- Sorrisi 40 anni vissuti insieme (Canale 5, 1991)
- Premio Ischia Internazionale di Giornalismo (Rai 1, 1991—2008)
- Scommettiamo che…? (Rai 1, 1991—1996)
- Festival di Sanremo (Rai 1, 1992)
- La Magica Notte di EuroDisney '92 (Rai 1, 1992)
- Donna sotto le stelle (Rai 1, 1992)
- Notte di moda a Parigi (Rai 1, 1993)
- Il canzoniere dell'estate (Rai 1, 1993)
- Sapore di sole (Rai 1, 1993—1994)
- Sotto il cielo di Roma — Stelle della moda (Rai 1, 1993—1996, 1999)
- Capri — Le notti della moda (Rai 1, 1994)
- Scommettiamo che…? Ragazzi (Rai 1, 1994—1995)
- Il canzoniere dell'anno (Rai 1, 1993)
- Biciclette e raggi di luna siciliani (Rai 1, 1994)
- Luna park (Rai 1, 1994—1997)
- Luna park — La Zingara (Rai 1, 1995—1997)
- Una sera al Luna Park (Rai 1, 1995)
- Luna Park — Le torri della zingara (Rai 1, 1996—1997)
- Buon compleanno Luna park (Rai 1, 1995)
- Papaveri e papere (Rai 1, 1995)
- Mezzanotte, angeli in piazza (Rai 1, 1995—1998)
- Primi giochi mondiali militari (Rai 2, 1995)
- Pavarotti & Friends (Rai 1, 1995—2003)
- Bentornato Luna park (Rai 1, 1996)
- Chi è Babbo Natale? (Rai 1, 1996)
- Love in Portofino (Rai 1, 1996)
- Festival dei cartoni (Rai 1, 1996)
- La festa della mamma (Rai 1, 1996—2001)
- Sulla strada… e sei rimasto qui (Rai 1, 1997)
- Fantastico Enrico (Rai 1, 1997)
- Fantastico (Rai 1, 1997—1998)
- Fantasticopiù (Rai 1, 1997—1998)
- Champagne — Di Capri di più (Rai 1, 1998)
- Sulla soglia della speranza — Vent'anni di pontificato di Papa Wojtyla (Rai 1, 1998)
- David di Donatello (Rai 1, 1997—1998, 2002)
- Anteprima Zecchino d'Oro (Rai 1, 1998—1999)
- Zecchino d'Oro (Rai 1, 1998—2000)
- La casa dei sogni (Rai 1, 1999)
- Festa per il Giubileo dei bambini e dei ragazzi (Rai 1, 2000)
- Premio Barocco (Rai 1, 2000—2002)
- Tutti in piazza a Capodanno (Rai 1, 2000)
- Dove ti porta il cuore — Verso la casa dei sogni (Rai 1, 2001)
- Premio Regia Televisiva (Rai 1, 2001—2002, 2006, 2008)
- Bentornata Festa (Rai 1, 2001)
- Telethon (Rai 1, 2001—2009)
- Tanti auguri Italia (Rai 1, 2001)
- Nel nome del cuore (Rai 1, 2003)
- Fratelli d'Italia (Rai 1, 2003)
- La kore — Oscar della moda (Rai 1, 2003—2004)
- La partita del cuore (Rai 1, 2004, 2010)
- Una giornata particolare (Rai 1, 2004)
- Ballando con le stelle (Rai 1, 2005—2007, 2009—2014, dal 2016)
- Notti sul ghiaccio (Rai 1, 2006—2007, 2015)
- Uomo e gentiluomo (Rai 1, 2008)
- Napoli è… Vaimò (Rai 1, 2008)
- La Bibbia giorno e notte (Rai 1, Rai Edu 2, 2008)
- Premio Internazionale Sant'Antonio (TeleChiara, Telepace Verona, Telepace Roma, 2008)
- Concerto di Natale dal Senato (Rai 1, 2008—2009, 2018—2020)
- L'alba separa dalla luce l'ombra — Concerto per l'Abruzzo (Rai 1, 2009)
- Amalfi Media Coast Awards (Rai 1, 2009—2010)
- Premio Roma Danza (Rai 1, 2010)
- 24mila voci (Rai 1, 2010—2011)
- Premio Biagio Agnes (Rai 1, 2011)
- Ballando con te (Rai 1, 2012)
- Altrimenti ci arrabbiamo (Rai 1, 2013)
- Concerto in Vaticano (Rai 1, 2013)
- Partita della pace — Uniti per la pace (Rai 1, 2016)
- Prima della Scala (Rai 1, 2016—2019)
- Ballando on the road (Rai 1, 2017—2019, 2021)
- Andrea Bocelli Show (Rai 1, 2017)
- La notte di Andrea Bocelli (Rai 1, 2018)
- Il sogno del podio (Rai 5, 2019)
- Il cantante mascherato (Rai 1, dal 2020)
- Senato & Cultura — Viva l'Italia (Rai 1, 2020)
- A riveder le stelle (Rai 1, 2020)
- Dal Circo Massimo, Andrea Bocelli! (Rai 3, 2021)

#### ВебТБ
- Io resto a casa Show (Instagram, Facebook, YouTube, 2020)

### Акторка
- Bobo & Marco — I re del ballo (Sky Uno, 2013)
- Giorgio Albertazzi — Vita, morte e miracoli (Rai 5, 2016)

## Фільмографія

### Кіно
- В очах Папи, режисер Ренцо Арборе (1980)
- Приборкання норовистого, режисери Кастеллано і Піполо (1980)
- Не розлий вода, режисер Нері Паренті (1983)
- Завтра я виходжу заміж, режисер Франческо Массаро (1984)
- Пригоди неймовірного Геракла , режисер Луїджі Кодзі (1985)
- До побачення і дякую, режисер Джорджо Капітані (1988)
- Найкращі часи, режисер Джорді Грау (1994)

### Телефільми
- Воля до перемоги, режисер Вітторіо Сіндоні — теле-мінісеріал (1986)
- Позітано, режисер Вітторіо Сіндоні — теле-мінісеріал (1996)

## Театр
- Scylla non deve sapere, режисер Бруно Колелла (1987)

## Заходи та демонстрації
- Premio baby nel cuore (1999)
- Premio per la Pace — Regione Lombardia (2004—2005)
- 50º Campionato nel mondo di pattinaggio (2005)
- Giochi Olimpici Invernali di Torino (2006)
- Accademia Militare MakPI100 — Serata di gala (2007)
- Scala incontra New York (2008)
- Roma Fiction Fest (2009)
- Siraka 2009 (2009)
- Mille Miglia (2010)
- Estate Margheritana (2010)
- Acri sotto le stelle (2010—2011)
- Balla con Milly (2012)
- Ballando on the Road (2015—2019)

## Дискографія

### Альбоми
- 1984 — Milly Carlucci (Five Record, FM 13524, LP)
- 1993 — E la morale è (Dischi Ricordi, CDVIT 6467, CD)

### Сингли
- 1980 — Fidati del cuore/Voglio riderci su (Lupus, LUN 4910, 7")
- 1981 — Un «13» di favola/Blitz (Fonit Cetra, FM 13239, 7")
- 1989 — Quando calienta el sol/Barbara Ann (Five Record, FM 13239, 7")

### Інші платівки
- 1984 — Risatissima '84 (Five Record, FM 13523) співає Sentimental Journey
- 1991 — Do You Think I'm Sexy? (Five Record, FM 13523) співає Da Ya Think I'm Sexy
- 2014 — Supersigle TV Volume 2 (Siglandia, SGL 2CD 004) співає Un «13» da favola і Blitz

## Реклами
- Peroni (1984—1985)
- Prealpi (1996—2005)
- Diana Gallesi di Miroglio Vestebene (2002)
- Star (2010)

## Нагороди
- 1984 — Телегатто — Risatissima категорія Найкраща програма-вар'єте
- 1987 — Телегатто — Voglia di vincere категорія Miglior Film Tv Italiano
- 1990 — Премія DonnaRoma «per la simpatia»
- 1992 — Телегатто — Scommettiamo che…? категорія Найкраща музична програма-вар'єте.
- 1992 — Премія Regia Televisiva — Scommettiamo che…? категорія Giochi e Quiz
- 1993 — Премія Regia Televisiva — Scommettiamo che…? категорія Intrattenimento
- 1993 — Премія Acqua Vera
- 1995 — Премія Regia Televisiva — Luna Park категорія Miglior Gioco a Quiz
- 1995 — Телегатто — Grandi mostre live.
- 1996 — Goodwill Ambassador — UNICEF
- 1996 — Премія Regia Televisiva — Scommettiamo che…? категорія Grandi Ascolti
- 1996 — Телегатто — Luna Park категорія Miglior gioco a quiz.
- 2001 — Goccia d'oro — Dove ti porta il cuore.
- 2003 — Премія Regia Televisiva — Telethon.
- 2003 — Премія Minerva
- 2005 — Премія Regia Televisiva — Ballando con le stelle категорія Топ-10.
- 2006 — Премія Regia Televisiva — Ballando con le stelle категорія Топ-10.
- 2006 — Премія Regia Televisiva — Ballando con le stelle категорія Найкраща програма року.
- 2006 — Премія Barocco
- 2006 — Премія Sirmione Catullo
- 2007 — Телегатто — Premio speciale.
- 2007 — Премія Regia Televisiva — Ballando con le stelle категорія Топ-10.
- 2009 — Премія Regia Televisiva — Ballando con le stelle категорія Топ-10.
- 2009 — Премія Regia Televisiva — Ballando con le stelle категорія Найкраща програма року.
- 2009 — Премія Donne Eccellenti
- 2010 — Премія Regia Televisiva — Ballando con le stelle категорія Топ-10.
- 2010 — Премія Regia Televisiva — Ballando con le stelle категорія Найкраща програма року.
- 2010 — Премія Civiltà Dè Marsi.
- 2010 — Премія Альберто Сорді.
- 2010 — Премія Meeting del mare.
- 2010 — Премія Internazionale per l'Adriatico.
- 2012 — Премія Regia Televisiva — Ballando con le stelle категорія Топ-10.
- 2014 — Премія Regia Televisiva — Ballando con le stelle категорія Топ-10.
- 2015 — Премія Regia Televisiva — Ballando con le stelle категорія Топ-10.
- 2018 — Премія Biagio Agnes — Спеціальна телевізійна премія за кар'єрні досягнення.

## Відзнаки
- Цивільний орден «За досягнення перед Італійською Республікою» («З ініціативи Президента Республіки» — Рим, 26 травня 2004 року).[13]

## Джерело
- millycarlucci.net офіційний сайт Міллі Карлуччі
- Міллі Карлуччі на сайті IMDb (англ.)